# Huta Saing
Huta Saing is een bestuurslaag in het regentschap Simalungun van de provincie Noord-Sumatra, Indonesië. Huta Saing telt 1836 inwoners (volkstelling 2010).